# معهد الكريمات
معهد الكريمات أو مدرسة كريمات الملك سعود الأهلية هي أول مدرسة نظامية تقدم التعليم الثانوي للفتيات على مستوى المملكة العربية السعودية وذلك في عام 1367هـ (1947م).

## التأسيس
انبثقت فكرة تأسيس معهد الكريمات من الملك سعود خلال ولايته للعهد، واستهدف الملك سعود حينها تعليم الإناث من ذريته بالطريقة النظامية الحديثة ولتشجيع بقية الأهالي لإلحاق بناتهم بالتعليم الحديث. كان الملك سعود (ولي عهد حينها) يرسل المعلمات إلى منازل الأهالي لإقناعهم بأهمية تعليم فتياتهم في المدرسة الحديثة.
أنشأ الملك سعود المدرسة في قصره بحي المربع بمدينة الرياض، وبإشراف من عثمان الصالح. وكان منهجها الأساسي القراءة والكتابة ثم أُضيفت مناهج: اللغة العربية، الرياضيات، اللغة الإنجليزية، التاريخ، الجغرافيا، وبلغ عدد الطالبات حينها ثلاث عشرة طالبة.

## التاريخ
انتقلت المدرسة من قصر المربع إلى مبنى فندق صحاري، ليزداد عدد الطالبات وتنضم لها فتيات من الأسرة المالكة وعائلات أخرى. انتقلت المدرسة مرة أخرى إلى قصر الناصرية عام 1376هـ (1956م)، وجُهزت بكامل مستلزمات ومتطلبات العملية التعليمية. اعتمدت مناهج وزاة المعارف السعودية لاحقًا في المدرسة لجميع المراحل الدراسية، وأضيفت لها مواد أخرى مثل: التربية المنزلية، اللغة الفرنسية، اللغة الإنجليزية. وبلغ عدد الطالبات حينها 250 طالبة موزعات على 11 فرقة دراسية.

## من طالبات المدرسة
- طرفة بنت عبد العزيز آل سعود.
- عبطاء بنت عبد العزيز آل سعود.
- بنات هياء بنت عبد العزيز آل سعود.
- بنات البندري بنت عبد العزيز آل سعود.
- بنات نوف بنت عبد العزيز آل سعود.
- صيته بنت عبد المحسن بن عبد العزيز آل سعود.
- فهدة بنت نوف بن عبد العزيز آل سعود.
- بنات ناصر بن عبد العزيز آل سعود.
- جواهر بنت نايف بن عبد العزيز آل سعود.
- بنات العنود بنت سعود آل سعود.
- بنات نورة بنت سعود آل سعود.
- بنات موضي بنت سعود آل سعود.
- بنات فهد بن خالد بن محمد بن عبد الرحمن آل سعود.
- مشاعل بنت عبد الله بن عبد الرحمن آل سعود.
- بنات جمال الحسيني.
- بنات عبد الله السليمان الحمدان.
- بنات عائلة الدغيثر.
- بنات عائلة الصالح.
- بنات الكردي.